# Амир Талић
Амир Талић (Шеховци, Сански Мост, 16. април 1953) босанскохерцеговачки је писац. Објављује поезију и прозу за дјецу и одрасле, а бави се и књижевном критиком. Пјесме су му превођене на словеначки, енглески, њемачки и француски. Члан је Друштва писаца Босне и Херцеговине. Живи и ради у Санском Мосту.